# Saltos ornamentais nos Jogos Olímpicos de Verão de 2008 - Qualificação

## Sumário de classificação
| País                | Sincronizado           | Sincronizado             | Sincronizado          | Sincronizado            | Individual             | Individual               | Individual            | Individual              | Total | Total   |
| País                | Trampolim 3m masculino | Plataforma 10m masculino | Trampolim 3m feminino | Plataforma 10m feminino | Trampolim 3m masculino | Plataforma 10m masculino | Trampolim 3m feminino | Plataforma 10m feminino | Vagas | Atletas |
| ------------------- | ---------------------- | ------------------------ | --------------------- | ----------------------- | ---------------------- | ------------------------ | --------------------- | ----------------------- | ----- | ------- |
| AUS Austrália       | 1                      | 1                        | 1                     | 1                       | 2                      | 2                        | 2                     | 2                       | 12    | 9       |
| AUT Áustria         |                        |                          |                       |                         | 1                      |                          | 1                     | 1                       | 3     | 3       |
| BLR Bielorrússia    |                        |                          |                       |                         | 1                      | 2                        | 1                     |                         | 4     | 4       |
| BRA Brasil          |                        |                          |                       |                         | 1                      | 2                        |                       | 1                       | 4     | 4       |
| CAN Canadá          | 1                      |                          |                       | 1                       | 2                      | 2                        | 2                     | 2                       | 10    | 10      |
| CHN China           | 1                      | 1                        | 1                     | 1                       | 2                      | 2                        | 2                     | 2                       | 12    | 10      |
| COL Colômbia        |                        | 1                        |                       |                         | 1                      | 1                        | 1                     |                         | 4     | 3       |
| CUB Cuba            |                        | 1                        |                       |                         | 2                      | 2                        |                       |                         | 5     | 5       |
| FIN Finlândia       |                        |                          |                       |                         | 1                      |                          |                       |                         | 1     | 1       |
| FRA França          |                        |                          |                       |                         |                        |                          |                       | 2                       | 2     | 2       |
| GER Alemanha        | 1                      | 1                        | 1                     | 1                       | 2                      | 2                        | 2                     | 2                       | 12    | 14      |
| GBR Grã-Bretanha    | 1                      | 1                        | 1                     | 1                       | 1                      | 2                        | 1                     | 2                       | 10    | 10      |
| GRE Grécia          |                        |                          |                       |                         |                        |                          |                       | 1                       | 1     | 1       |
| HUN Hungria         |                        |                          |                       |                         |                        |                          | 2                     |                         | 2     | 2       |
| ITA Itália          |                        |                          | 1                     |                         | 2                      | 1                        | 2                     | 2                       | 8     | 8       |
| JPN Japão           |                        |                          |                       |                         | 1                      |                          |                       | 1                       | 2     | 2       |
| MAS Malásia         |                        |                          |                       |                         |                        | 1                        | 2                     | 1                       | 4     | 4       |
| MEX México          |                        |                          |                       | 1                       | 1                      | 2                        | 2                     | 2                       | 8     | 7       |
| PRK Coreia do Norte |                        |                          |                       | 1                       |                        | 1                        |                       | 2                       | 4     | 3       |
| PHI Filipinas       |                        |                          |                       |                         |                        | 1                        | 1                     |                         | 2     | 2       |
| ROU Romênia         |                        |                          |                       |                         |                        | 1                        |                       | 1                       | 2     | 2       |
| RUS Rússia          | 1                      | 1                        | 1                     |                         | 2                      | 2                        | 2                     | 1                       | 10    | 10      |
| RSA África do Sul   |                        |                          |                       |                         |                        |                          | 1                     |                         | 1     | 1       |
| KOR Coreia do Sul   |                        |                          |                       |                         | 1                      |                          |                       |                         | 1     | 1       |
| ESP Espanha         |                        |                          |                       |                         | 1                      |                          | 1                     |                         | 2     | 2       |
| SWE Suécia          |                        |                          |                       |                         |                        |                          | 1                     | 1                       | 2     | 2       |
| UKR Ucrânia         | 1                      |                          | 1                     |                         | 2                      | 2                        | 2                     | 1                       | 9     | 9       |
| USA Estados Unidos  | 1                      | 1                        | 1                     | 1                       | 2                      | 2                        | 2                     | 2                       | 12    | 12      |
| VEN Venezuela       |                        |                          |                       |                         | 1                      |                          |                       |                         | 1     | 1       |
| Total: 29 CONs      | 8                      | 8                        | 8                     | 8                       | 29                     | 30                       | 30                    | 29                      | 150   | 136     |

## Torneios classificatórios
| Competição                                       | Data                           | Local     |
| ------------------------------------------------ | ------------------------------ | --------- |
| Campeonato Mundial de Esportes Aquáticos de 2007 | 17 de março-1 de abril de 2007 | Melbourne |
| Copa do Mundo de Saltos Ornamentais              | 19-25 de fevereiro de 2008     | Pequim    |